# Sins of a Solar Empire
Sins of a Solar Empire (englisch für Sünden eines Sonnenreiches) ist ein Weltraum-Echtzeit-Strategiespiel, das in den USA am 4. Februar 2008 und in Europa am 26. Juni 2008 erstveröffentlicht wurde. Entwickelt wurde es für Windows-PCs, vom kanadischen Unternehmen Ironclad Games. In Europa wird es von Kalypso Media und in den USA von Stardock vertrieben. Das Spiel gehört weiterhin den Untergenres der Globalstrategiespiele und Weltraum-Simulationen an. Im Februar 2009 erschien die Erweiterung Entrenchment, im Februar 2010 folgte die zweite Erweiterung Diplomacy. Das Paket Sins of a Solar Empire: Trinity beinhaltet das Spiel und beide Erweiterungen. 2012 erschien die dritte Erweiterung Rebellion als Standalone-Addon. Juni 2013 erschien für die Rebellion-Version zudem der erste DLC Forbidden Worlds, und November 2013 der zweite, Stellar Phenomena. Seit Mitte 2014 ist im Einzelhandel außerdem das Paket „Sins of a Solar Empire: Rebellion – New Frontiers Edition“ erhältlich, welches die Rebellion-Version des Spiels sowie die erste Erweiterung dazu, „Forbidden Worlds“, enthält. Am 19. Juni 2015 erschien in Deutschland „Sins of a Solar Empire: Rebellion – Ultimate Edition“, welche neben dem Hauptspiel beide DLCs sowie eine Soundtrack-CD und ein gedrucktes Handbuch enthält.

## Spielprinzip
Ziel des Spiels ist es, sein Imperium auszubauen und zu verteidigen. Dazu muss man andere Planeten erobern sowie gegnerische Zivilisationen ausschalten. Dies geschieht primär durch den Aufbau einer Flotte von Raumschiffen. Spät im Spiel kann man auch die drei Spezialwaffen für die drei Rassen TEC, Advent und Vasari entwickeln und einsetzen.
Es stehen die drei Ressourcen Metall, Kristall und Credits zur Verfügung. Es ist jederzeit möglich, Metall und Kristall zu kaufen oder zu verkaufen, um anstehende Transaktionen zu beschleunigen. Ein Technologiebaum für die Bereiche Militär, Ziviles und Flottenkapazität ermöglicht es dem Spieler, zusätzliche Schiffstypen und Strukturen freizuschalten, die Kampffähigkeit seiner Flotte zu verbessern (z. B. bessere Schilde, bessere Laser, Torpedos usw.) oder Verteidigungssysteme wie Geschützplattformen oder Reparaturwerften zu errichten. Auch die eigene Wirtschaft kann dadurch etwa mit Handelsposten effizienter gestaltet werden.
Die Spieloberfläche ist eines oder mehrere Sonnensysteme mit einer bestimmten Anzahl von Planeten. Zu Beginn des Spiels besitzt jeder einen Planeten und kann die zwei bis drei benachbarten Planeten sehen, kennt aber ihre Spezifikationen noch nicht. Erst, wenn ein beliebiges Schiff des Spielers diesen Himmelskörper erreicht hat, kennt der Spieler die Art des Planeten (z. B. Wüstenplanet, vulkanischer Planet, erdähnlicher Planet, Gasriese usw.), seine Ressourcenkapazitäten und weitere Informationen. Nicht jeder Planet kann kolonisiert werden, dazu muss die neutrale Verteidigungsflotte des Planeten ausgeschaltet werden und ein spezielles Kolonisierungsschiff benutzt werden. Nicht kolonisierbare Himmelskörper wie Asteroidenringe, Plasmastürme, Magnetwolken besitzen jedoch mitunter Ressourcenasteroiden mit den zugehörigen Extraktoren, die unzerstörbar sind und mit einem bestimmten Schiff eingenommen werden können.
Das Spiel findet in Echtzeit statt, empfehlenswert für den Erfolg ist eine gesunde Balance aus Flottenbau, Kolonisierung und der Erforschung von militärischen, defensiven und wirtschaftlichen Weiterentwicklungen. Im tatsächlichen Kampf zwischen zwei oder mehreren Flotten muss der einzelne Spieler keine besondere Klickstärke erreichen, meistens ist es problemlos möglich, seine Schiffe „automatisch“ kämpfen zu lassen. Auf der linken Seite des Bildschirms werden stets sämtliche Planeten, alle darum befindlichen Gebäude und alle Schiffe angezeigt. Durch Klicken auf diese Leiste kann so blitzschnell umgeschaltet werden. Außerdem ist es möglich, in die Spieloberfläche hineinzuzoomen bis hin zu einem einzelnen Schiff und hinaus bis zu einer Komplettansicht des gesamten Galaxiensystems.
Sins of a Solar Empire hält keine Einzelspieler-Kampagnen bereit, dafür eine Reihe von Erfolgen, die man erreichen und so das Spiel durchspielen kann.
Die Iron-Engine ist eine Eigenentwicklung von Ironclad Games, für ihr erstes Spiel Sins of a Solar Empire. Die Entwicklungs- und Laufzeitumgebung ermöglicht sogenannte 4X-Strategiespiele.

## Erweiterungen
Hier werden im Wesentlichen die Features der Erweiterungen des Spiels erläutert.

### Entrenchment
Neben den Features des Hauptspiels wurde die Oberfläche „Forschung“ nun um einen Forschungszweig „Verteidigung“ erweitert. Der Spieler hat nun die Möglichkeit, Minenfelder zu legen, außerdem kann er pro Orbit eine mächtige Kampfstation, die Sternenbasis, errichten, die er ganz individuell mit verschiedenen offensiven und defensiven Fähigkeiten ausstatten kann, bis keine Fähigkeitspunkte mehr zur Verfügung stehen. Dies wird bei der TEC und den Advent mit einem neuen Kreuzer realisiert, welcher ausschließlich zur Konstruktion der Sternenbasis bestimmt ist, bei den Vasari muss die Kolonisationsfregatte dafür per Forschung um die entsprechende Fähigkeit erweitert werden. Die üblichen militärischen orbitalen Strukturen wurden zudem verbessert und teilweise um zusätzliche Fähigkeiten erweitert. Zudem erhält jede Rasse einen weiteren Kreuzer: TEC und Advent verfügen nun über einen offensiven Kreuzer, der auf die Zerstörung orbitaler Strukturen spezialisiert ist; bei den Vasari handelt es sich um ihr Minenlegerschiff, mit welchem zudem, anders als bei den anderen zwei Rassen, zwei verschiedene Minentypen abgelegt werden können.

### Diplomacy
Hier wurde das Diplomatiesystem komplett überarbeitet und erweitert. Neben einem neuen Forschungsbaum „Diplomatie“ werden die Beziehungen zu anderen Spielern nun nicht mehr im Zufriedenheitsgrad von 0–100 % gemessen, sondern in Punkten von 0,00 bis 20,00, wobei die 0,00 keine Untergrenze darstellen und die Punkte auch in den Minusbereich sinken können. Je nach Anzahl an Beziehungspunkten werden verschiedene Pakte freigeschaltet, neben den bereits bekannten wie Handelsabkommen oder Waffenstillstand stehen dem Spieler auch sechs rassenspezifische Pakte zur Verfügung, die vorher aber erforscht werden müssen. Beziehungen mit einem Spieler anderer Rasse bringen sechs zusätzliche Pakte von dieser, die aber nur von dem anderen Spieler angeboten werden können. Ferner gibt es ein Diplomatieschiff, welches zu anderen Spielern geschickt werden kann, um die Beziehungen aufrechtzuerhalten, sowie nun auch für den Spieler die Möglichkeit, andere Spieler für einen Auftrag anzuheuern, deren Erfüllung oder Verweigerung dann entsprechend die Beziehungspunkte erhöht oder verringert, außerdem lassen sich Aufträge von anderen Spielern nun sofort ablehnen. Auch die Piraten lassen sich so für spezielle Aufträge anheuern, unabhängig von ihren wiederkehrenden Raubzügen und der Höhe des derzeitigen Kopfgeldes. Es gibt zudem nun die Möglichkeit eines „diplomatischen Sieges“, da über sämtliche diplomatische Aktionen (Verträge schließen und brechen, Aufträge geben, erfüllen und ablehnen etc.) Diplomatie-Punkte gesammelt werden. In dem Fall siegt, wer zuerst eine bestimmte Anzahl an Punkten erreicht hat, wie viel genau, hängt von der Anzahl der Spieler ab.

### Rebellion
Die alleine lauffähiges Add-on beinhaltet sämtliche Features der vorherigen Erweiterungen. Die gravierendste Änderung in dieser Add-on stellt jedoch die Spaltung der drei Hauptrassen in Loyalisten und Rebellen dar, sodass es nun insgesamt sechs unterschiedliche Fraktionen gibt. Neben den Fähigkeiten der Hauptrasse hat nun jede Fraktion zusätzlich ihre eigenen Fähigkeiten. Ferner gibt es nun zwei neue Schiffsklassen: Titan und Korvette. Jede Fraktion hat dabei ihren eigenen Titan, welcher ebenso wie die Großkampfschiffe spezielle, individuelle Fähigkeiten besitzt. Seine Konstruktion muss jedoch erst in 4 Stufen erforscht werden und erfolgt in einer speziellen „Titan-Gießerei“, außerdem kann jeder Spieler nur über einen Titanen gleichzeitig verfügen. Auch erhält jede der drei Hauptrassen ein neues Großkampfschiff, mit dem sich gegnerische Schiffe kapern lassen. Zudem kommen vier neue optionale Siegmöglichkeiten dazu: Die erste besteht darin, eine bestimmte, sehr kosten- und zeitaufwendige Forschung, als erster abzuschließen. Im zweiten Fall erhält jeder Spieler zu Beginn des Spiels ein Flaggschiff und verliert das Spiel bei dessen Verlust. Bei der nächsten gibt es irgendwo in der Galaxis einen neutralen Planeten, den es zu erobern gilt, und Sieger ist, wer ihn am längsten unter seiner Kontrolle halten kann. Die vierte Siegmöglichkeit besteht darin, dass der Hauptplanet nun nicht mehr verändert werden kann, und jeder Spieler verliert, wenn sein Hauptplanet zerstört wird.

#### Forbidden Worlds
Die erste Erweiterung zu „Rebellion“ bringt vier neue Planetentypen (Ozean, Eisen, Treibhaus, Unfruchtbar), zudem lässt sich nun jeder einzelne Planet optional auf Soziales Engagement oder Industrie spezialisieren. Die Spezialisierung auf Soziales Engagement erhöht die Bevölkerungszahl, das Bevölkerungswachstum und die Kulturausbreitungsrate, reduziert aber dafür die Geschwindigkeit von Schiffbau sowie das Handelseinkommen. Umgekehrt wird bei Spezialisierung auf Industrie das Handelseinkommen und die Baugeschwindigkeit von Schiffen erhöht, die Kulturausbreitung und die Bevölkerungszahl dafür verringert.

#### Stellar Phenomena
Mit der zweiten Erweiterung zu „Rebellion“ ändert sich folgendes: Es gibt weitere Planetentypen (Schiffsfriedhof, Zerstörter Mond, Radioaktive Wolke, Antimateriefontäne, Eisfeld, Komet), das meiste davon unkolonisierbar, sowie drei neue Sterntypen (Neutronenstern, Pulsar, Schwarzes Loch). Dazu kommen zufällige Ereignisse, die sich vor dem Start einer Partie aktivieren oder deaktivieren lassen, und zusätzlich auf den Spieler Druck ausüben. Beispielsweise kann es dabei plötzliche Auf- und Abschwünge in der Wirtschaft im Spiel geben, Planeten können von einem Plasmasturm, einer magnetischen Wolke oder ähnlichem direkt heimgesucht werden, es tauchen neue, neutrale Feinde auf oder Spieler können durch „offene Rebellionen“ betroffene Planeten mit einem Schlag verlieren und müssen zunächst gegen eine größere Rebellenflotte kämpfen, ehe diese Planeten wieder sicher sind.

#### Outlaw Sectors
Outlaw Sectors erschien am 22. Juni 2016 und konzentriert sich auf Piraten, den Schwarzmarkt und planetare Milizen die als NPC Fraktionen den Spieler unterstützen können.

### 5 Year Anniversary for Sins of a Solar Empire: Rebellion
Die 5-Year-Anniversary-Version erschien 2017 und steht für das Update v1.9, welches das Spiel vor allem mit 4K-Grafiken aufwertet.

## Wertungen
Metacritic berechnet eine durchschnittliche Bewertung von 87 %, basierend auf 52 Bewertungen. Critify ermittelt dagegen 82 %, basierend auf 23 Rezensionen.